# Cacaoporus
Cacaoporus  is een geslacht van schimmels behorend tot de familie Boletaceae. 

## Soorten
Volgens Index Fungorum bevat het geslacht twee soorten (peildatum augustus 2023):
| Soortnaam                 | Auteur(s)                    | Publicatiejaar |
| ------------------------- | ---------------------------- | -------------- |
| Cacaoporus pallidicarneus | Vadthanarat, Raspé & Lumyong | 2019           |
| Cacaoporus tenebrosus     | Vadthanarat, Raspé & Lumyong | 2019           |